# Glycyrrhiza inflata
Glycyrrhiza inflata es una especie de planta fanerógama perteneciente al género Glycyrrhiza que es originaria de China.

## Propiedades
Licochalcona A, licochalcona B y licochalcona D son chalconas aisladas de la raíz de  G. inflata así como glicirricina.

## Taxonomía
Glycyrrhiza inflata fue descrita por Alexander Theodorowicz Batalin y publicado en Trudy Imperatorskago S.-Peterburgskago Botaničeskago Sada 11: 484. 1891.
Etimología
Glycyrrhiza: nombre genérico que proviene del griego, de las voces "rhiza", que significa raíz y "glyks" o "glukus", que significa dulce.
inflata: epíteto latíno que significa "hinchado"
Sinonimia
- Glycyrrhiza hediniana Harms
- Meristotropis pauciflora (Hance) Kruganova[7]